# ميغيل سانشيز رينكون
ميغيل سانشيز رينكون (بالإسبانية: Miguel Sánchez Rincón)‏ (1 أغسطس 1988 في المكسيك - ) هو لاعب كرة قدم مكسيكي في مركز الدفاع. لعب مع نادي تشياباس وCruz Azul Hidalgo ‏.

## وصلات خارجية
- ميغيل سانشيز رينكون على موقع قاعدة بيانات كرة القدم.إي يو (الإنجليزية)
- ميغيل سانشيز رينكون على موقع Soccerway.com (الإنجليزية)